# Sosippus mimus
Sosippus mimus är en spindelart som beskrevs av Chamberlin 1924. Sosippus mimus ingår i släktet Sosippus och familjen vargspindlar. Inga underarter finns listade i Catalogue of Life.